# Artem Alikhanian
Artem Alikhanian, (en arménien : Արտեմ Ալիխանյան, en russe : Артём Исаакович Алиханьян), né le 24 juin 1908 et mort le 25 février 1978 à Moscou, est un physicien soviétique et arménien. Il est l'un des fondateurs et le premier directeur de l'Institut de physique d'Erevan (en), également membre correspondant de l'Académie des sciences de l'Union soviétique (en) (1946), académicien de l'Académie nationale des sciences de la république d'Arménie. Il est l'un de ceux qui ont lancé les bases de la physique nucléaire en Union soviétique. Il est parfois considéré comme le « père de la physique arménienne ».